# Phê bình văn học
Phê bình văn học là sự phán đoán, bình phẩm, đánh giá và giải thích tác phẩm văn học, đồng thời kèm theo việc phán đoán, bình luận, giải thích, đánh giá những hiện tượng đời sống mà tác phẩm nói tới.

## Lịch sử
Những phán đoán phê bình xuất hiện hầu như đồng thời với sự xuất hiện của văn học, ban đầu với tư cách là những ý kiến của các độc giả thuộc tầng lớp quan trọng và hiểu biết nhất, trong số đó không ít người là cũng đồng thời là người sáng tác văn học.
Trong những giai đoạn về sau, khi được tách ra thành một công việc riêng, phê bình văn học vẫn mang một ứng dụng tương đối khiêm nhường: đánh giá khái quát về các tác phẩm, giới thiệu tác phẩm với độc giả, khích lệ hoặc chỉ trích tác giả. Với sự phát triển của văn học, những mục tiêu và tính chất của phê bình văn học trở nên phức tạp hơn, đòi hỏi bộ môn phải được phân nhánh và đa dạng hóa.
Từ thế kỷ 17 và nhất là từ thế kỷ 18, văn học trở thành lĩnh vực hoạt động xã hội đặc thù. Tương ứng với nó là sự hình thành các thiết chế xã hội của văn học như báo chí, xuất bản, công chúng, dư luận, là sự hình thành đời sống văn học như một lĩnh vực đặc thù của đời sống xã hội. Phê bình văn học kiểu mới được phát triển trong bối cảnh đó của đời sống, trở thành một dạng thức xã hội của dư luận đối với văn học. Các quan hệ của phê bình văn học với văn học, đời sống xã hội nảy sinh tác phẩm văn học, công chúng văn học ngày càng phức tạp, đa dạng. Các trào lưu, khuynh hướng trong phê bình văn học nảy nở và phát triển mạnh mẽ tương ứng với sự nảy nở và phát triển của các trào lưu, khuynh hướng văn học.
Từ cuối thế kỷ 19 và trong nửa đầu thế kỷ 20, một số trường phái phê bình văn học nổi tiếng có thể kể đến, như phê bình phân tâm học, phê bình mới, phê bình thần thoại, phê bình chủ đề, phê bình hiện tượng luận, phê bình Mác xít v.v. với hoạt động, ngôn luận đặc thù, đã tác động vào đời sống văn học và đưa tới những thay đổi trong xu hướng phát triển của văn học đương đại. Phê bình văn học đã trở thành một bộ phận lập pháp về lý thuyết cho sáng tác và nhân tố tổ chức của quá trình văn học.

## Phạm vi bộ môn
Phê bình văn học được coi như một hoạt động tác động trong đời sống văn học và quá trình văn học như một loại sáng tác văn học, đồng thời còn được coi như một bộ môn thuộc nghiên cứu văn học. Bên cạnh văn học sử lấy đối tượng là văn học quá khứ, phê bình văn học ưu tiên đến những quá trình, những chuyển động đang xảy ra trong văn học hiện thời, khảo sát các tác phẩm xuất bản và báo chí, phản ứng với các hiện tượng văn học, với sự cảm thụ văn học của công chúng.
Tùy thể tài và mục đích, phê bình văn học có thể bộc lộ khả năng cũng như đặc tính của mình bắt đầu từ một thông tin đơn giản của một độc giả về một tác phẩm mới ra mắt, và kết thúc là việc đặt ra các vấn đề về văn học và xã hội.

## Loại hình sáng tác
Trong phê bình văn học hiện đại, các thể tài thường dùng có thể là các bài báo, bài điểm sách, bài tổng quan văn học, tiểu luận, bài viết về các chân dung văn học, bài đối thoại phê bình văn học, thậm chí là các trào lưu bút chiến văn học v.v..

## Đặc điểm
Một trong những đặc điểm của phê bình văn học so sánh với phê bình nghệ thuật nói chung (như phê bình âm nhạc, phê bình sân khấu, phê bình điện ảnh, phê bình hội họa v.v.) là nếu các loại phê bình nói trên không thể trở thành đối tượng của nó (như phê bình hội họa không trở thành tác phẩm hội họa) thì phê bình văn học (và các loại thể phê bình nghệ thuật) đều có thể trở thành văn học, nghĩa là thuộc nghệ thuật ngôn từ. Bởi vì phê bình văn học (và các dạng phê bình nghệ thuật) đều sử dụng chất liệu ngôn ngữ (ngôn ngữ tự nhiên tức ngôn ngữ các dân tộc) như mọi sáng tác văn học.
Tuy nhiên không phải mọi dạng viết lách thuộc phạm vi phê bình đều có thể được coi là văn học, chỉ một số ít những trang viết đạt được tính nghệ thuật cao về ngôn từ thẩm mỹ, bộc lộ phong cách độc đáo, cái nhìn có chủ kiến, mới trở thành văn học.